# (9547) 1985 AE
(9547) 1985 AE est un astéroïde de la ceinture principale de 8,444 km de diamètre découvert en 1985.

## Description
(9547) 1985 AE a été découvert le 15 janvier 1985 à Toyota (Japon) par Kenzo Suzuki et Toshimasa Furuta.

### Caractéristiques orbitales
L'orbite de cet astéroïde est caractérisée par un demi-grand axe de 2,37 UA, un périhélie de 2,18 UA, une excentricité de 0,08 et une inclinaison de 1,79° par rapport à l'écliptique. Du fait de ces caractéristiques, à savoir un demi-grand axe compris entre 2 et 3,2 UA et un périhélie supérieur à 1,666 UA, il est classé, selon la JPL Small-Body Database, comme objet de la ceinture principale.

### Caractéristiques physiques
(9547) 1985 AE a une magnitude absolue (H) de 14,9 et un albédo estimé à 0,030, ce qui permet de calculer un diamètre de 8,444 km.Ces résultats ont été obtenus grâce aux observations du Wide-Field Infrared Survey Explorer (WISE), un télescope spatial américain mis en orbite en 2009 et observant l'ensemble du ciel dans l'infrarouge, et publiés en 2015 dans un article présentant les résultats concernant 7 956 astéroïdes.